# La Bazoque, Orne

La Bazoque este o comună în departamentul Orne, Franța. În 1 ianuarie 2022 avea o populație de 272 de locuitori.